# Kiai
Kiai (気合, 気合い) is een Japanse benaming voor een begrip uit vechtsporten zoals het karate en zelfverdedigingskunsten zoals het jiujitsu. Het staat voor een korte kreet die geuit wordt, voor of tijdens het uitvoeren van een techniek zoals een atemi.
In het Koreaans wordt deze kreet kihap (기합) genoemd.
Het woord kiai bestaat uit de onderdelen ki (気), dat wil of geest betekent, en ai (合, 合い) wat een samentrekking is van het werkwoord awasu (合わす), dat verenigen betekent.

## Typisch gebruik
Kiai kan om de volgende redenen gebruikt worden:
- Intimidatie van de tegenstander
- Verkrijgen van zelfvertrouwen
- Ondersteuning geven aan de ademhalingstechniek, in het bijzonder het uitademen
- Voor de samentrekking van buikspieren, die technieken extra kracht kunnen geven, en verder interne organen kunnen beschermen
- Concentratie op de techniek vergroten
- Kan een vast onderdeel zijn van kata's zoals karate kata's